# سیارک ۹۲۱۷
سیارک ۹۲۱۷ (به انگلیسی: 9217 Kitagawa، نامگذاری:1995WN)۹۲۱۷مین سیارک کشف شده‌است که در ۱۶ نوامبر ۱۹۹۵ کشف شد.